# LATAM Ecuador
LATAM Ecuador , (anciennement LAN Ecuador jusqu'en 2016), est une compagnie aérienne équatorienne créée en 2002, et basée à Guayaquil. Elle est une filiale du groupe LATAM Airlines Group au même titre que LATAM Brasil, LATAM Chile, LATAM Colombia, LATAM Peru, et LATAM Paraguay depuis 2016.

## Histoire
La compagnie est créée en juillet 2002 sous le nom de LAN Ecuador et a débuté ses premiers vols le 23 avril 2003. Elle est détenue par Translloyd (55%) et LAN Airlines (45%).
Le 24 décembre 2008, la compagnie est autorisée à desservir des destinations intérieures, et lance la première en mars 2009 avec un Airbus A318.
En 2016, la fusion débutée en 2010 et finalisée en 2012 entre LAN Airlines et TAM Airlines donne naissance au LATAM Airlines Group. LAN Ecuador change en 2016 de nom pour LATAM Ecuador, change de livrée et de logo.
En 2020, le groupe LATAM quitte l'alliance Oneworld, et LATAM Ecuador quitte également l'alliance en tant que membre affilié.

## Flotte
La compagnie LATAM Ecuador dessert son réseau de routes grâce à la flotte suivante (en octobre 2020) :

## Notes et références

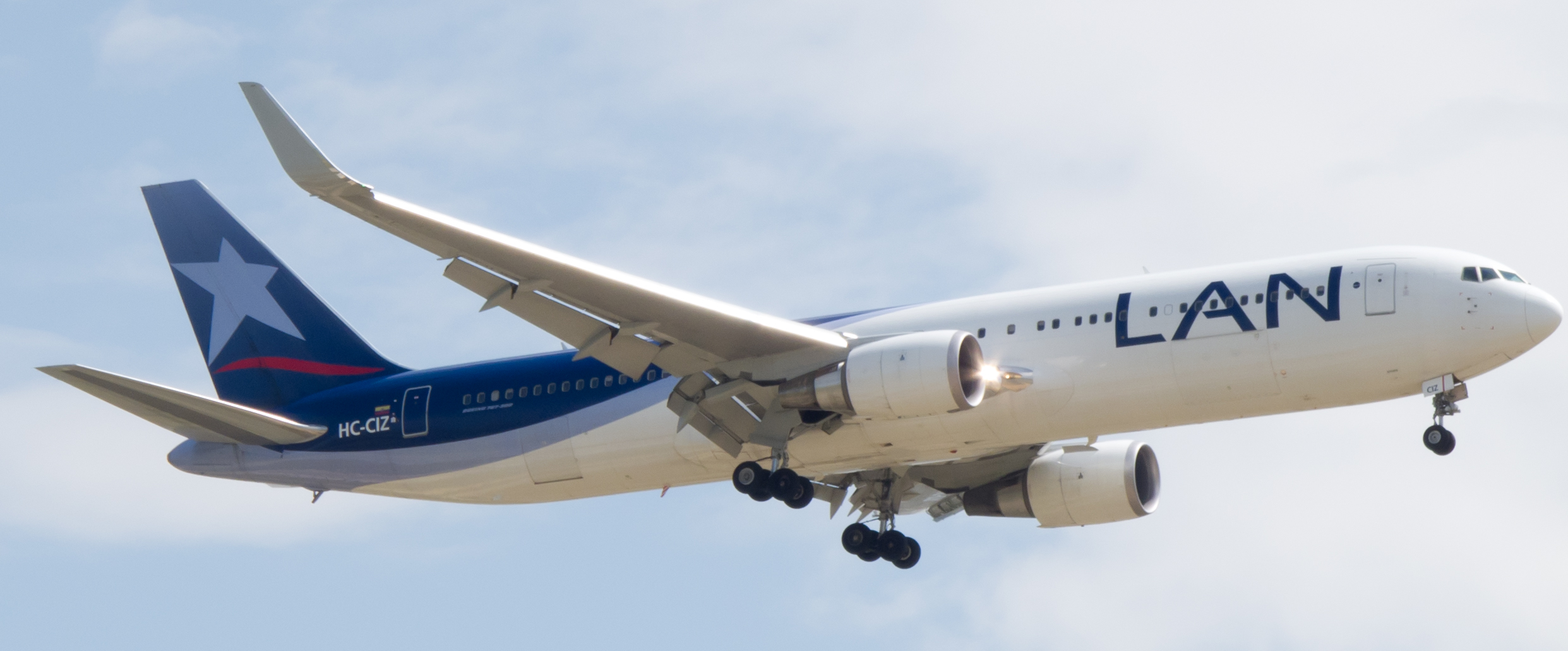
Un Boeing 767-316-ER (HC-CIZ) de LAN Ecuador